# 消防處葵涌辦公大樓

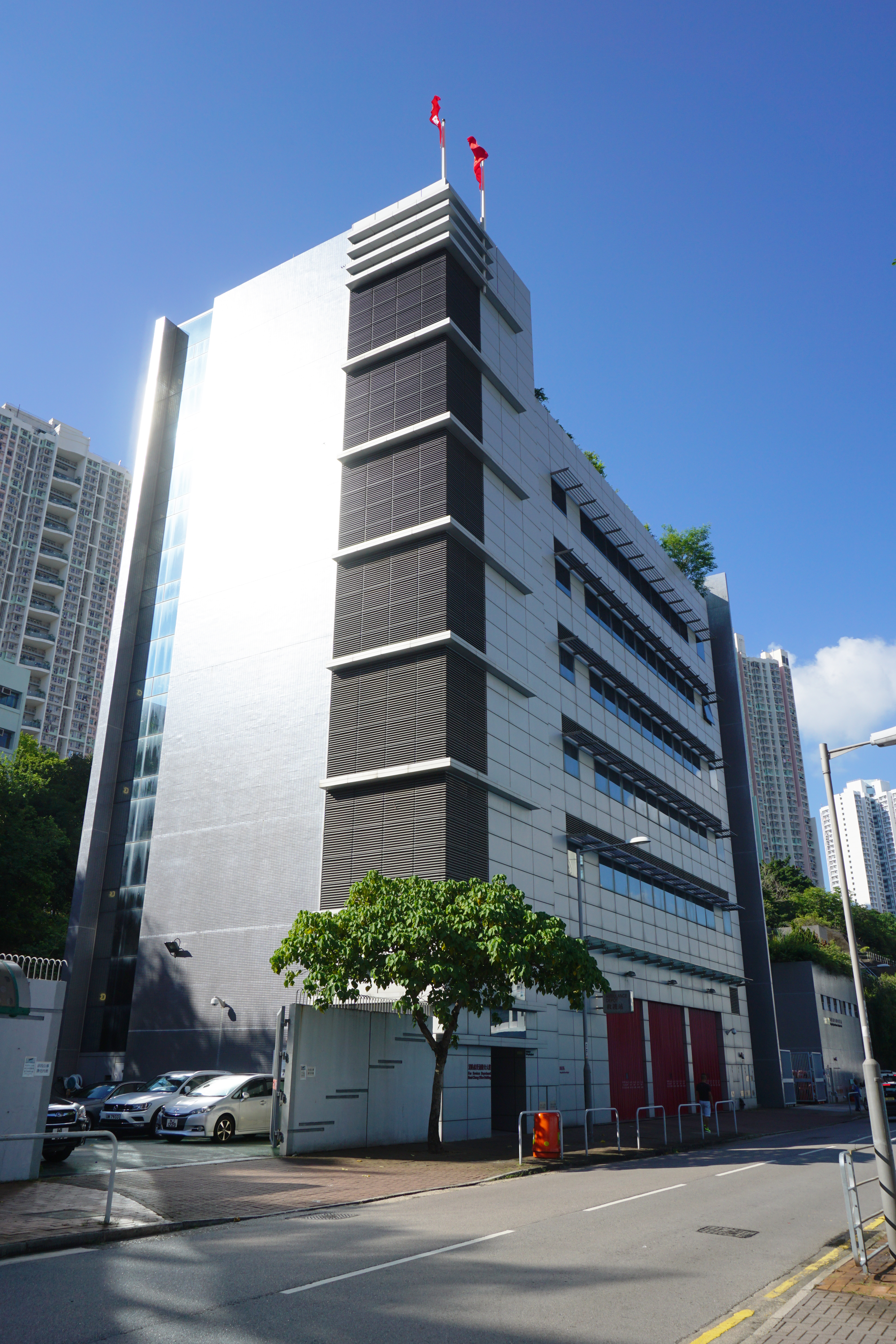
消防處葵涌辦公大樓及葵涌救護站

消防處葵涌辦公大樓（英語：Fire Services Department Kwai Chung Office Building）是香港消防處一幢綜合大樓，樓高7層，位處香港新界葵涌興盛路86號，其底層為葵涌救護站（英語：Kwai Chung Ambulance Depot），是一座非標準設計的救護站。消防處葵涌辦公大樓於2006年2月27日投入服務，範圍包括葵涌、下葵涌、荔景以及葵涌貨櫃碼頭一帶地區。

## 設施
葵涌救護站設在大樓的其中3層，內設有3個停車間、救護車站人員辦事處、執勤救護人員休息室、更衣室、食堂以及露天操場等。
大樓也是救護總區新界區域總部（原設於荃灣救護站）、牌照及審批總區新界南分區辦事處及消防安全總區新界區辦事處（兩者皆原設於荃灣的出租商業樓宇）的所在地，佔大樓4層，內設職員辦事處、更衣室、健身室、會議室、兩個會見室、圖則審理室、訓練器材室、茶水間及11個停車位。

## 主要辦事處
- 救護總區新界區域總部（2樓）
- 牌照及審批總區（3樓）
- 牌照及審批總區新界南分區辦事處（4樓）

## 外部連結
- 葵涌救護站
- 在葵涌第10B區興盛路興建設有消防處辦事處的葵涌救護車站及垃圾收集站 （页面存档备份，存于）(立法會工務小姐委員會文件)
- http://www.districtcouncils.gov.hk/kc_d/pdf/2006/KwT_2006_023_TC.doc%5B%5D